# Изоаллоксазин
Изоаллоксазин — гетероциклическое соединения, производное птеридина. Молекула изоаллоксазина состоит из трех ароматических колец — бензольного, пиримидинового, пиразинового.

## Коферменты — производные изоаллоксазина
На основе молекулы изоаллоксазина синтезируются молекулы таких коферментов, как рибофлавин, флавинадениндинуклеотид, флавинмононуклеотид.